# Mesiotelus libanicus
Espèce
Synonymes
- Liocranum libanicum Simon, 1878

Mesiotelus libanicus est une espèce d'araignées aranéomorphes de la famille des Liocranidae.

## Distribution
Cette espèce est endémique du Liban.

## Description
La femelle holotype mesure 10 mm.

## Étymologie
Son nom d'espèce lui a été donné en référence au lieu de sa découverte, le Liban.

## Publication originale
- Simon, 1878 : Description de Trachelas amabilis, Liocranum pallidum, majus et libanicum. Annales de la Société Entomologique de France, sér. 5, vol. 8, p. 50-52 (texte intégral).